# Bright Road
Bright Road è un film del 1953 diretto da Gerald Mayer, con Harry Belafonte (al suo esordio cinematografico) e Dorothy Dandridge.